# Mersey

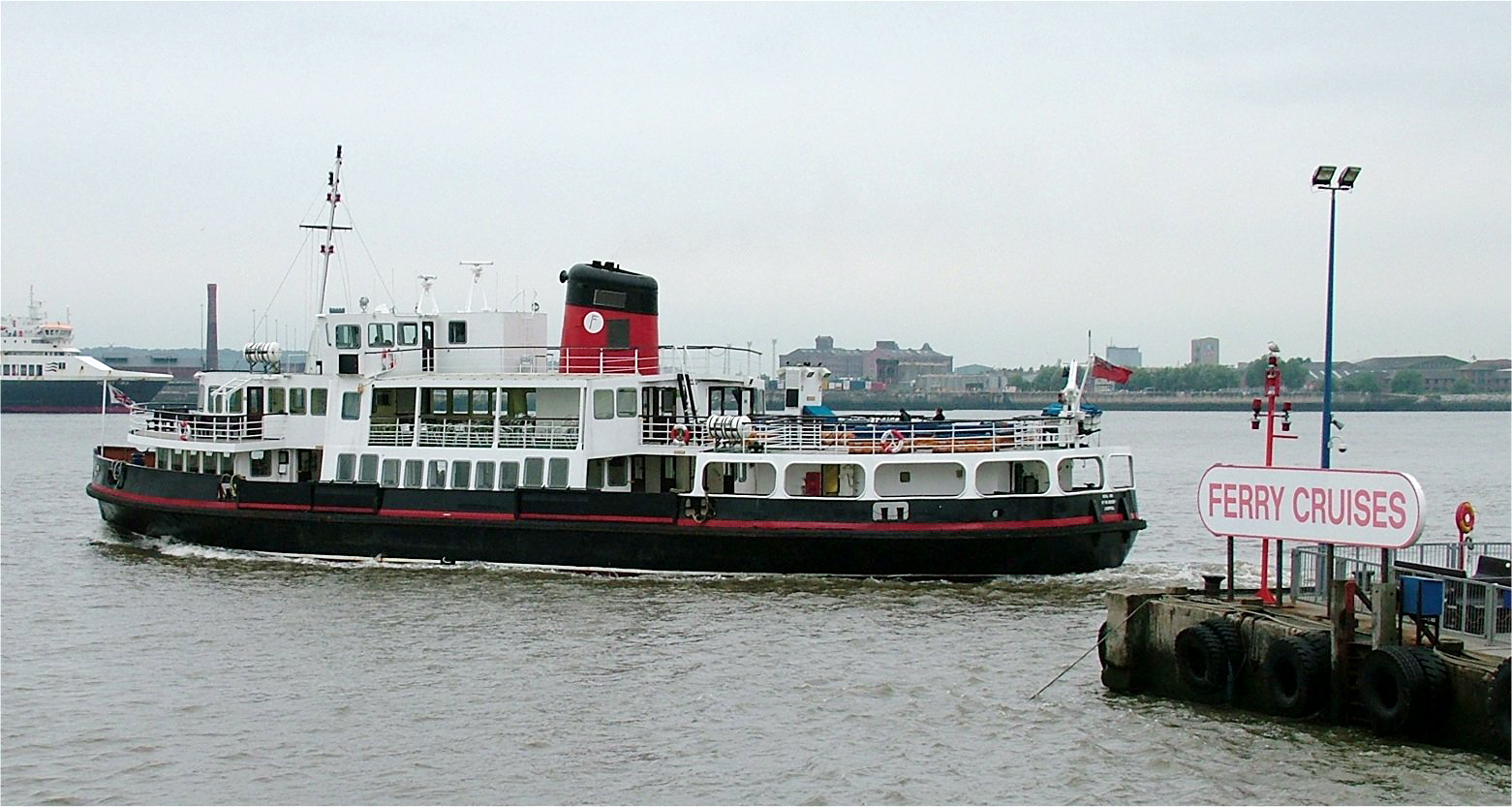
Komp a Mersey-n (2005. június)

A Mersey (IPA: [ˈmɜ:zi]) folyó Északnyugat-Angliában. Neve az angolszász Mǽres-ēa = „határfolyó” szóból származik, valószínűleg mert ez volt Mercia és Northumbria határa. A folyó a hagyományos határ Cheshire és Lancashire történelmi megyék között is.
A Merseyt három folyó hozza létre: az Etherow, a Goyt és a Tame. Stockporttól Didsbury, Stretford, Urmston, Flixton közelében folyik és Irlamnál a Manchesteri hajócsatornába ömlik, ami az Irwell folyót vezette eddig a pontig. 
A Mersey partjainál kialakult városagglomeráció neve Merseyside.
A több mint 850 éves Mersey-i komp (Mersey Ferry) turistalátványosság. A liverpooli Pier Head és Seacombe, illetve Woodside Birkenhead állomása közt közlekedik.
Az iparosodás súlyos károkat okozott a Mersey vízminőségében. 1985-ben, a Toxtethi zavargásokat követően indult útjára a vízminőség javítására és a folyóparti élővilág regenerációjának segítésére a Mersey Medence kampány. 2002 volt az első év, amikor a folyó egész hosszában a halak életben tartásához elegendő oxigénszintet mértek.
A Merseybeat (vagy Mersey Sound, Liverpool Sound) nevű könnyűzenei stílus az 1960-as években, amely főképp Liverpoolhoz kötődött és amelyet többek közt a Beatles is népszerűsített, az egész világban ismertté tette a folyó nevét. A Gerry & The Pacemakers együttes 1964-ben rögzítette Ferry Cross the Mersey (Komp, kelj át a Mersey-n) című világslágerét.